# Simon Pilarski

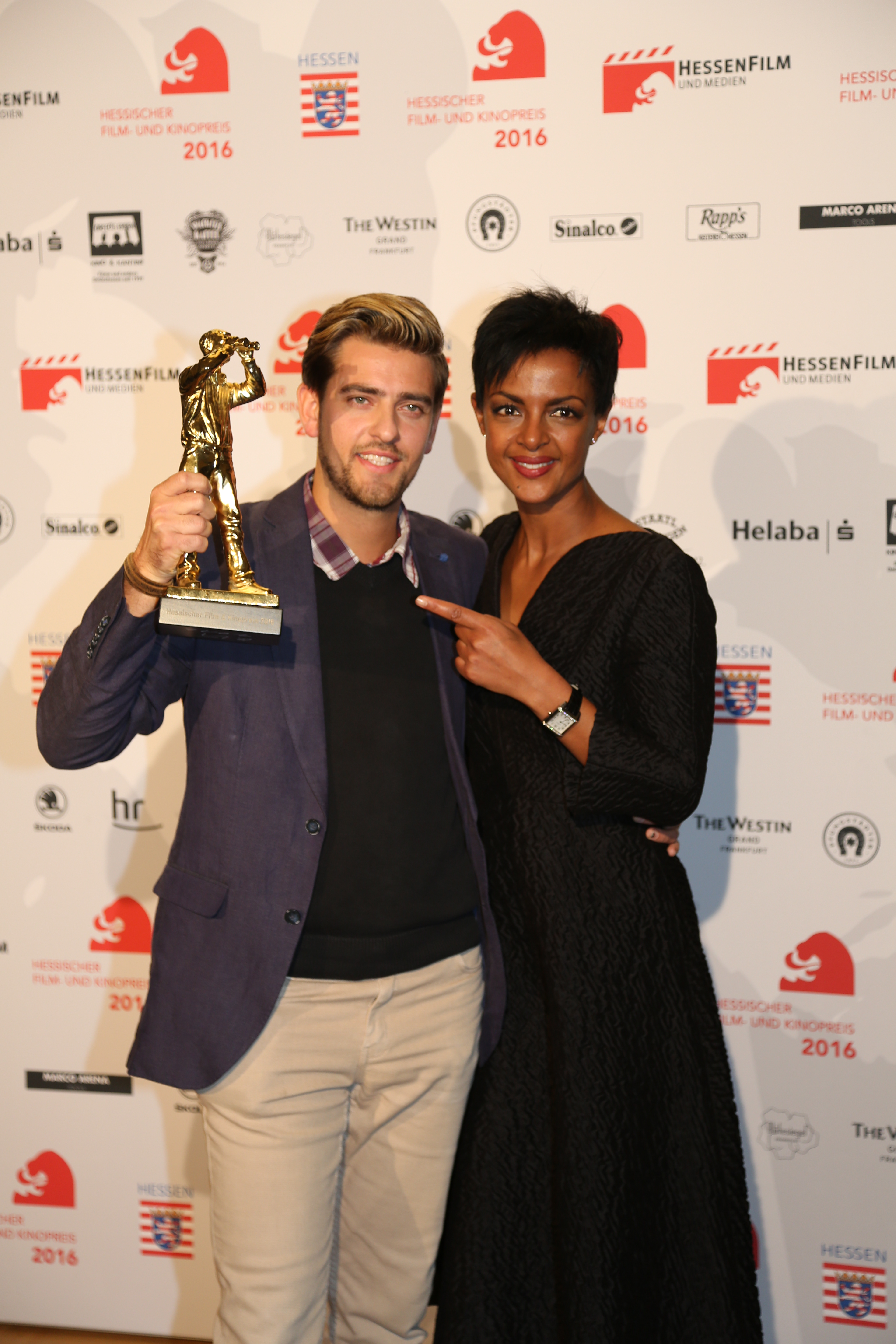
Simon Pilarski und Dennenesch Zoudé beim Hessischen Film- und Kinopreis 2016

Simon Pilarski (* 19. Oktober 1990 in Wiesbaden) ist ein deutscher Filmproduzent, Regisseur und Drehbuchautor.

## Karriere
Schon im Alter von zwölf Jahren realisierte Pilarski mit einer Hi8-Kamera seine ersten Filmprojekte. Nach dem Abitur an der Berufsschule in Mainz absolvierte er den Studiengang Motion Pictures am Mediencampus der Hochschule Darmstadt in Dieburg. Noch während seiner Ausbildung drehte Pilarski die Kurzfilme Liberated, Ultima Ratio, Evidence, Wie Blumen mit Janina Elkin und Credo mit Patrick Mölleken in der Hauptrolle.
2016 gründete er die Produktionsfirma Lichtschloss Filmproduktion. Seitdem arbeitet er als Produzent für internationale Serien und Kinofilme. 2015 produzierte er das mehrfach ausgezeichnete Abenteuer-Kriegsdrama Die weiße Eule, das die Geschichte einer alten Frau erzählt, die ihren Enkelsohn aus den Fängen des Zweiten Weltkriegs retten will.
2016 folgte der Mysterythriller Nächstenliebe mit Oskar Keymer in der Hauptrolle. Pilarski schrieb das Drehbuch, produzierte und führte Regie. Der Genrefilm spielt in einem einsamen Dorf Mitte des 19. Jahrhunderts und thematisiert den sexuellen Missbrauch eines kleinen Jungen durch einen katholischen Pfarrer. Für diesen Film erhielt er am 21. Oktober 2016 den Hessischen Hochschulfilmpreis.
2020 fungierte er als deutscher Produzent für die deutsch-italienische Koproduktion Shortcut, die nach Veröffentlichung eine Woche lang in den Top 10 der US-Kinocharts war und anschließend von Hulu per VoD vertrieben wurde.
Im Jahr 2023 feierte sein Film 4 Tage bis zur Ewigkeit – die Verfilmung der Sage um das verschollene Mädchen Idilia Dubb seine Premiere. In den Hauptrollen spielen Lea van Acken, Eric Kabongo und André M. Hennicke. Pilarski fungierte als Produzent und Regisseur. Der Film feierte seine Premiere auf dem Paris international Filmfestival und dem Africa International Film Festival in Lagos - Nigeria.
Aktuell ist er unter anderem ausführender Produzent bei der internationalen Produktion The Trek, einem Horror-Western, der in Südafrika gedreht wurde.
Pilarski hat sich dem Elevated Genre verschrieben. Das Konzept steht für die Kombination eines gängigen Genres mit einer neuen Idee oder einem einzigartigen Ansatz der Genreverschmelzung.

## Filmografie

### Als Drehbuchautor, Regisseur und Produzent
- 2010: Wie Blumen
- 2011: Liberated
- 2011: The Evidence
- 2012: Ultima Ratio
- 2015: Credo
- 2015: Die weiße Eule
- 2016: Nächstenliebe
- 2023: 4 Tage bis zur Ewigkeit

### Als Produzent
- 2009: Der Sternenberg
- 2010: Die letzte für heute
- 2011: Die Parabel vom Schneemann
- 2013: Without Sunlight
- 2020 Shortcut[10]
- 2023: 4 Tage bis zur Ewigkeit